# Edgar Herfurth
Edgar Herfurth (* 24. Oktober 1865 in Leipzig; † 21. Mai 1950 in Marktredwitz; vollständiger Name: Julius Edgar Herfurth) war ein bedeutender deutscher Zeitungsverleger.

## Leben
Edgar Herfurth wurde als Sohn eines wohlhabenden Tuchfabrikanten geboren und gründete 1892 mit seinem älteren Bruder Paul den Verlag Edgar Herfurth & Co., der die seit 1860 von Guido Reusche herausgegebene Zeitung Leipziger Nachrichten übernahm. 
Dem jungen Verleger gelang es, namhafte Redakteure für sein Blatt zu gewinnen, das er bald in Leipziger Neueste Nachrichten und Handelszeitung umbenannte und innerhalb weniger Jahre zur auflagenstärksten Tageszeitung Leipzigs ausbaute. Dabei blieb Edgar Herfurth einem bürgerlichen Politikverständnis verpflichtet. Er verehrte zeitlebens den ehemaligen Reichskanzler Otto von Bismarck, zu dem er in den 1890er Jahren regen Kontakt pflegte. 
Die Auflage der Leipziger Neueste Nachrichten stieg seit 1892 von 5.000 auf 36.000 Exemplare im Jahr 1897 und erreichte schließlich vor dem Ersten Weltkrieg 100.000 Abonnenten. Der wirtschaftliche Erfolg Herfurths beruhte vor allem auf schneller und umfassender Berichterstattung, Fortsetzungsromanen und einem großen Kleinanzeigenteil, mit denen er das Informations- und Unterhaltungsbedürfnis seiner – nicht nur bürgerlichen – Leserschaft abdeckte. Vor dem Zweiten Weltkrieg stieg die Auflage der Zeitung auf täglich über 140.000 Exemplare, an Sonntagen auf über 160.000.  
Der Verlag Edgar Herfurth & Co. gab außerdem weitere Blätter wie die Leipziger Abendpost, die Leipziger Weltmesse und den Schwimmer heraus. Die Druckereien Herfurths waren technisch auf dem neuesten Stand. So setzte er 1897 als erster deutscher Verleger die Linotype-Setzmaschine ein und 1909 führte er in Europa die erste 64-seitige Zwillingsrotationsmaschine ein. 

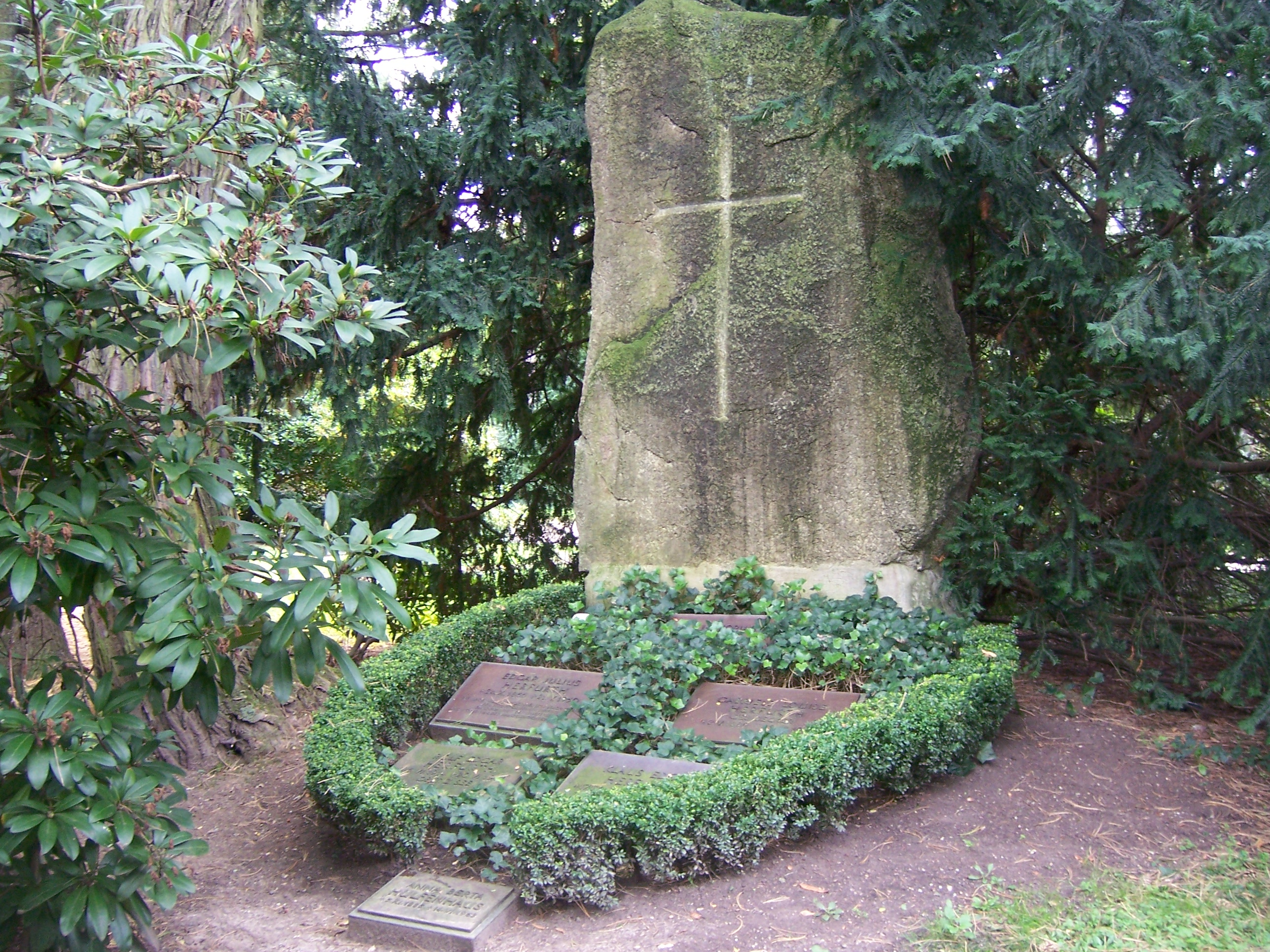
Grabstätte Edgar Herfurth auf dem Südfriedhof in Leipzig

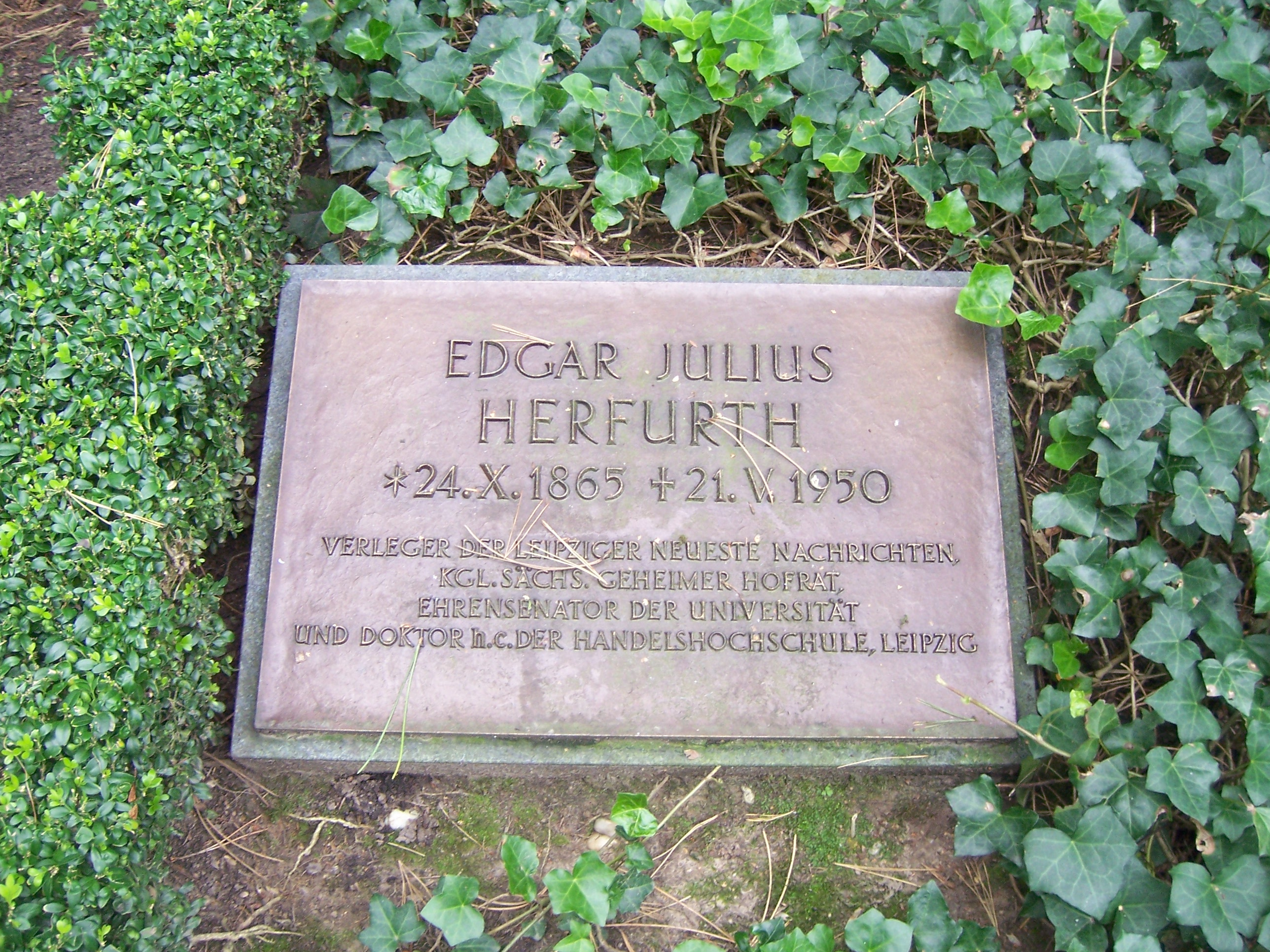
Grabplatte

Des Weiteren förderte Edgar Herfurth den Journalismus. Der „deutsche Pulitzer“ gewährte 1916/1917 Karl Bücher finanzielle Unterstützung zur Gründung des ersten Instituts für Zeitungswissenschaft an der Universität Leipzig und 1929 regte er die Einrichtung einer Studienabteilung für Wirtschaftsjournalismus und Zeitungsbetriebslehre an der Handelshochschule Leipzig an. Die Universität Leipzig ernannte Edgar Herfurth zum Ehrensenator und die Handelshochschule verlieh ihm für seine Verdienste die Ehrendoktorwürde der Wirtschaftswissenschaften.
1910 heiratete er Gabriele, geborene Becker. Sie hatten die Söhne Rolf-Edgar und Klaus-Edgar.
1913 erwarb er die Villa des Geologen Credner, die fortan als Herfurthsche Villa bekannt werden sollte.
1945 wurde der Verleger enteignet und zog nach dem Einmarsch der Roten Armee nach Marktredwitz, wo er am 21. Mai 1950 verstarb. Sein Grab befindet sich auf dem Südfriedhof in Leipzig.   
Edgar Herfurths älterer Bruder war der Unternehmer Paul Herfurth, der seinen Wohnsitz in Markkleeberg zu einem der schönsten Privatparks in Sachsen ausbaute. Heute ist der Park Bestandteil des agra-Parks.